# Landesfarben
Als Landesfarben oder teilweise auch als Nationalfarben bezeichnet man eine Kombination von meist zwei oder drei Farben, die als Identitätssymbole für einen Staat oder einen Teilstaat dienen können. Landesfarben können in unterschiedlichster Form angewendet werden.

## Ursprung
Landesfarben stehen in der Regel in einem unscharfen Verhältnis zu den Systemen der Heraldik (Wappen) und der Vexillologie (Flagge). Oft wurden sie aus den Wappen abgeleitet und haben dann zu den Farben in den National- bzw. Landesflaggen geführt (Beispiel: Königreich Bayern). Teilweise wurden sie auch erst aus den Nationalflaggen abgeleitet (Beispiel: Frankreich). Im späten 18. und frühen 19. Jahrhundert schrieben die europäischen Herrscher ihren Hofbeamten und den Adligen bei Auftritten in den Ständeversammlungen „Civil-Uniformen“ in festgelegten Farben vor, die oftmals keinen Bezug zu den Wappen und Flaggen des Landes oder der jeweiligen Provinz hatten. Diese Farben wurden auch oft als Landesfarben bezeichnet, beispielsweise im Königreich Hannover. Auch das Rot-Weiß-Rot ist häufig – nicht nur in Österreich.
In der Deutschschweiz werden die Farben der Kantone Standesfarben genannt. Traditionell werden die Kantone dort als „Stände“ bezeichnet.

## Anwendung
Die Landesfarben wurden und werden auf Kokarden, Schärpen und Ordensbändern und dergleichen geführt.
An der Wende vom 18. zum 19. Jahrhundert entwickelte sich aus den als Civil-Uniformen von Landesbeamten getragenen Farben das studentische Couleur der Landeskinder, die sich an den Universitäten zu landsmannschaftlich orientierten Verbindungen zusammengeschlossen hatten.
An Nationalfeiertagen sind vielfach die Landesfarben auch auf profaneren Gegenständen im Straßenbild. Beispielsweise sind am Koningsdag die Niederlande in der Farbe des Hauses Oranien-Nassau, folglich auch das Team Oranje:
Die Landesfarben werden oftmals von Nationalmannschaften verschiedener Sportarten bei sportlichen Begegnungen als Trikot getragen. So tritt zum Beispiel die Les bleus genannte Fußballmannschaft Frankreichs wenn möglich immer in blauen Hemden, weißen Hosen und roten Strümpfen an. Die deutsche Fußballnationalmannschaft beginnt Spiele traditionell in den preußischen Landesfarben weiß und schwarz. Eine Ausnahme bildet hier jedoch Australien, dessen Sportler in Grün und Gelb antreten. Hier bestehen umgekehrt Überlegungen zu entsprechender Änderung der Flagge Australiens.
Im Rahmen des turnusmäßigen Vorsitz im Rat der Europäischen Union bilden die Landesfarben des vorsitzführenden Unionsmitgliedstaates oft ein Teil des Logos der Ratspräsidentschaft und werden auch bei Veranstaltungen und anderen offiziellen Anlässen verwendet.